# Adam Pearce
Adam John Pearce (Lake Forest, Illinois, 24 de junio de 1978) es un entrenador y ex luchador profesional estadounidense. Actualmente trabaja para la empresa WWE, donde se desempeña como mánager general de la marca Raw, director de eventos en vivo, y productor.
Pearce ha sido Campeón Mundial en seis ocasiones, al ser en cinco veces el Campeón Mundial de Peso Pesado de la NWA y una vez el Campeón Mundial de PWG. Además de ser Campeón de Peso Pesado de la British Commonwealth de la NWA. También es miembro del Salón de la Fama de la NWA y entrenador en el WWE Performance Center.

## Primeros años
Pearce escribió letras tanto en fútbol como en béisbol en la escuela secundaria. Entre sus años júnior y sénior, Pearce sufrió del síndrome del compartimento muscular agudo en ambas piernas y se sometió a una cirugía. Como resultado, tuvo que "prácticamente aprender a caminar de nuevo" y dejó de practicar deportes. Durante su convalecencia, conoció a los entrenadores profesionales de lucha libre Sonny Rogers y Randy Ricci, y comenzó a entrenar con ellos en noviembre de 1995.

## Carrera

### Promociones independientes (1996-2000)
Pearce tuvo su primer combate el 16 de mayo de 1996, unas semanas antes de graduarse de la escuela secundaria. Pearce rápidamente comenzó a luchar por promociones independientes de lucha libre profesional, especialmente en Milwaukee y otras ciudades de Wisconsin. En este momento, también comenzó a viajar por Míchigan con Dave Prazak, y comenzó a trabajar para la Northern States Wrestling Alliance (NSWA) de Dan Curtis. Formó parte del ángulo de la "invasión de la costa este", donde tuvo un combate temprano cerca del Día de Acción de Gracias de 1997 contra Reckless Youth. Pearce se puso del lado de los babyfaces locales de Míchigan encargados de luchar contra Youth, Don Montoya, Lance Diamond y Twiggy Ramirez. Una revancha entre Pearce y Youth se llevó a cabo en la empresa de Ian Rotten Independent Wrestling Association Mid-South (IWA-Mid South), donde Pearce había capturado su Campeonato de Peso Semipesado IWA Mid-South al derrotar a Cash Flo.
Comenzó a luchar especialmente para la promoción Mid American Wrestling de Carmine DiSpirito, y a través de DiSpirito fue contratado para una gira por Europa en 1998. A su regreso a los Estados Unidos, se sometió a más entrenamiento en el Steel Domain Training Center, donde fue el primer estudiante, bajo Ace Steel y Danny Dominion. Juntos Steel, Dominion y Pearce se convirtieron en habituales en Minnesota, trabajando bajo el estandarte de St. Paul Championship Wrestling (más tarde Steel Domain Wrestling). Una vez más, la enemistad de Pearce con Eaton acaparó los titulares mientras participaban en un Garbage Can Match. Fue uno de los primeros partidos de estilo "ECW" en el área. Continuó su enemistad con Danny Dominion por el título de televisión de los estados del norte, que se mostró en el programa de televisión semanal del ex-locutor de AWA Mick Karch, "Slick Mick's Bodyslam Revue". Más tarde, los futuros aprendices de Domain CM Punk y Colt Cabana debutaron en Minnesota y comenzaron sus carreras bajo la dirección de Steel, Dominion y Pearce. Más tarde, Pearce se convirtió en miembro de Gold Bond Mafia con CM Punk, Colt Cabana, Dave Prazak y Chuck E. Smooth.
Al mismo tiempo, Pearce comenzó a trabajar en el All-Star Championship Wrestling con sede en Green Bay, Wisconsin, como el mejor babyface de la promoción y, más tarde, el top heel. Sus partidos contra Dino Bambino se consideraron entre los mejores del área, y su Cage Match de 1999 en Green Bay fue votado como el Upper Midwest Match of the Year de 1999. Pearce capturó el título de peso pesado de la ACW al derrotar a su rival Adrian Lynch en Green Bay, y lo mantuvo hasta perder ante Rob Norwood en un 3-Way-Dance meses después. Durante este tiempo, Pearce también hizo apariciones en Nashville, Tennessee para Music City Wrestling de Bert Prentice y en Pittsburgh para Steel City Wrestling de Norm Connors.

### World Wrestling Federation (1997-1999)
Pearce hizo varias apariciones en la World Wrestling Federation (WWF) donde fue notado por Terry Taylor. Cuando Taylor se mudó a World Championship Wrestling (WCW), Paul Orndorff se puso en contacto con Pearce. Se le ofreció un contrato de desarrollo de WCW, pero se negó, ya que no creía que trasladarse a Atlanta fuera una opción viable para él. Después de una temporada en la promoción de WXO de corta duración a principios de 2000, Pearce tuvo otra prueba con WCW, pero describió WCW como "desorganizada y caótica". Pearce se sintió "quemado" y decidió tomarse un descanso de la lucha libre profesional.

### Etapa en México (2004-2005)
Al dejar PWG, Pearce casi inmediatamente debutó en México para Promociones XLUM, donde se enfrentó a Venum Black, Extreme Tiger, Nicho el Millonario y Rey Misterio Sr.. El evento de estreno de Sr. XLUM de 2004 titulado Jaulamania atrajo a una multitud agotada para ver El Hijo del Santo en la parte superior, mientras que Pearce y sus secuaces trabajaban debajo, y se enfrentaron en un combate de jaula sangrienta, atacando a Damián 666 y Halloween. Otras luchas notables incluyeron un combate por equipos de 4 filmado por Fox Sports Español que vio a Pearce y sus socios (Al Katrazz, Aaron Aguilera y Jason Allgood) riña por todo el Auditorio de Tijuana. Pearce finalmente se volvió babyface, incluso haciendo promos en español como parte de su personaje. Más adelante, Pearce concluyó su estadía en dicho país cuando XLUM cerró a principios de 2005.

### New Japan Pro-Wrestling (2005)
Pearce también se involucró con el dojo de Los Ángeles de New Japan Pro-Wrestling y entrenó allí además de ser parte de su producto televisivo, Toukon Fighting Spirit, que se emitió durante seis semanas. En Japón, Pearce estuvo involucrado en una historia con el luchador Toru Yano, que más tarde formaría lo que vendría siendo como "The Beer and Sake Connection". Esto llevó al debut de Pearce para la compañía el 15 de mayo de 2005, en el Tokyo Dome enfrentándose a George Castro. A Pearce también se le ofreció una gira, pero se vio obligado a declinar debido a obligaciones laborales.

### Ring of Honor (2005-2010)

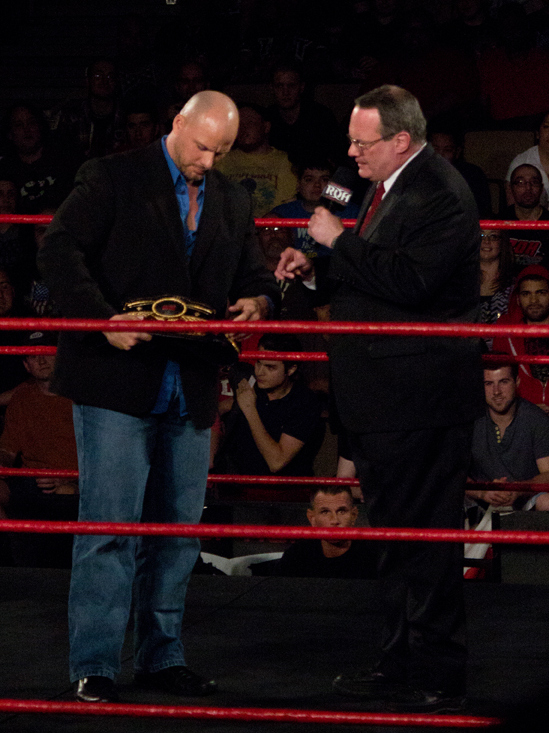
Pearce (izquierda) y Jim Cornette formaron una alianza en 2006, y Cornette lo nombró como teniente comisionado de Ring of Honor.

En julio de 2005, Pearce debutó para Full Impact Pro, enfrentándose a Sal Rinauro y Azrieal. Pearce le da crédito a luchadores como CM Punk, Colt Cabana, Samoa Joe y Christopher Daniels por recibir una reserva en FIP. De allí pasaría a Ring of Honor (ROH). Pearce apareció en el programa [Glory by Honor IV de ROH en septiembre de 2005. En ese momento, la historia lo tenía disgustado con la forma en que el comisionado Jim Cornette lo había estado tratando, sin darle combates de alta calidad o oportunidades por el título.
Esta reserva continuó hasta enero de 2006, cuando Pearce se involucró en la guerra de ROH con Combat Zone Wrestling, confrontando y empujando a Necro Butcher desde el escenario. Tras esto, Pearce dejó de lado sus diferencias con Cornette y se convirtió en uno de los principales luchadores de promoción de Honor, liderando la batalla contra CZW. Debido a las habilidades de oratoria y promoción de Pearce, fue nombrado teniente comisionado de Ring of Honor durante la historia para expresar las intenciones de Cornette sobre los eventos a los que no pudo asistir. Durante la rivalidad de siete meses, Pearce fue parte de combates con Butcher y Chris Hero de CZW, y fue parte de la edición n°100 en la historia de ROH, en el que CZW derrotó a ROH después que estos fuesen traicionados por Claudio Castagnoli. Durante ese combate, Pearce sufrió una laceración craneal severa que requirió 20 grapas para cerrar. En Death Before Dishonor IV el 15 de julio de 2006, Pearce compitió y ayudó a Ring of Honor a ganar la octava lucha de Cage of Death, formando equipo con Samoa Joe, Ace Steel, BJ Whitmer y Bryan Danielson (luego reemplazado por Homicide) para derrotar al equipo de Hero, Castagnoli, Butcher, Nate Webb y Eddie Kingston. Después del combate, Pearce y JJ Dillon atacaron y esposaron a Homicide a un poste del ring para luego recibir una paliza de Cornette. Posteriormente, Pearce fue programado a un combate de evento principal con Homicide, que comenzó cuando Pearce atacó a su ex amigo y socio, BJ Whitmer, y se puso del lado de Steve Corino. Esto fue fundamental en la disputa entre Corino y Homicide, en la que este se unió a Samoa Joe para derrotar a Pearce y Corino en Suffocation. Pearce en este punto nombró más adelante a Shane Hagadorn como su "sirviente" y ambos comenzaron a trabajar en equipo.
En The Chicago Spectacular: Night 2. Pearce fue derrotado por Homicide en una Steel Cage match. Pearce había desafiado originalmente a Homicide a la primera lucha de correas en la historia de Ring of Honor, solo para que Homicide lo reprendiera y descartara el desafío de la jaula. Pearce pasó a atacar y aparentemente le costó a Homicide su oportunidad por el Campeonato Mundial de ROH en Final Battle, cuando Homicide cayó frente a Bryan Danielson. Los altos funcionarios de la empresa decidieron reiniciar el combate, que finalmente ganó Homicide.
Pearce luego formó un stable conocido como "The Hangmen Three", con BJ Whitmer, Brent Albright y Shane Hagadorn. En abril de 2008, Larry Sweeney compró los contratos del grupo y los fusionó con Sweet N'Sour Inc. Whitmer se opondría y rápidamente fue atacado y expulsado del grupo mientras que Albright renunció en mayo. El 7 de junio de 2008, Pearce se asoció con Hero y Eddie Edwards para enfrentarse ante Albright, Delirious y Pelle Primeau en ROH's Respect is Earned II, siendo derrotados. Después del combate, reveló que el Campeonato Mundial Peso Pesado de la NWA era el objeto que había estado misteriosamente en un maletín y Pearce atacó a Albright en la cabeza. Esta fue la primera vez que se reconoció a Pearce como Campeón de la NWA desde que ganó dicho título en septiembre de 2007. El 27 de junio de 2008, Pearce derrotó al Campeón Mundial de ROH Nigel McGuinness vía descalificación en Champions vs. Champions match. Originalmente, McGuinness había inmovilizado a Pearce para ganar su título mundial de la NWA, pero la decisión se revirtió cuando se hizo cumplir la regla Over The Top de la NWA y, dado que Pearce había sido arrojado por la cuerda superior, McGuinness fue descalificado y ambos retuvieron sus campeonatos.
La enemistad de Pearce con Albright se incrementó, cuando el 28 de junio de 2008, Pearce y el miembro reciente de Sweet N'Sour Inc., Go Shiozaki, perdieron ante Albright y el Campeón Mundial de la FIP, Roderick Strong, cuando el árbitro detuvo el combate después de que Albright conectó repetidas rodillas a Pearce en la cabeza. Pearce arrojó una bola de fuego al rostro de Albright, lo que provocó que Pearce fuera suspendido por 30 días mientras Albright estaba fuera de acción para convalecer y recuperarse de las quemaduras. El 2 de agosto, la disputa dio otro giro cuando Albright derrotó a Pearce para ganar el Campeonato Mundial Peso Pesado de la NWA. Esto se produjo después de que los funcionarios de la NWA le obsequiaran a Pearce una réplica del cinturón. El 20 de septiembre de 2008, Pearce continuó su enemistad de un año con Albright, derrotándolo en Glory by Honor VII para comenzar su segundo reinado como campeón.
El 25 de septiembre de 2008, se anunció que Pearce había dejado Ring of Honor debido a las medidas de reducción de costos de la empresa. El 26 de octubre, ROH anunció que Pearce se convertiría en el nuevo Head Booker de la compañía, reemplazando a Gabe Sapolsky. También apareció en el 7th Anniversary Show el 21 de marzo de 2009, perdiendo ante Bobby Dempsey en 30 segundos, y en Eye of the Storm 2 el 18 de diciembre de 2009, donde se asoció con Colt Cabana, quien en ese momento tenía el personaje de Matt Classic, en una derrota ante The Set.
En agosto de 2010, Pearce fue desplazado como jefe de reservas de ROH debido a lo que describió como "una diferencia de ideología".

### National Wrestling Alliance (2006–2014)

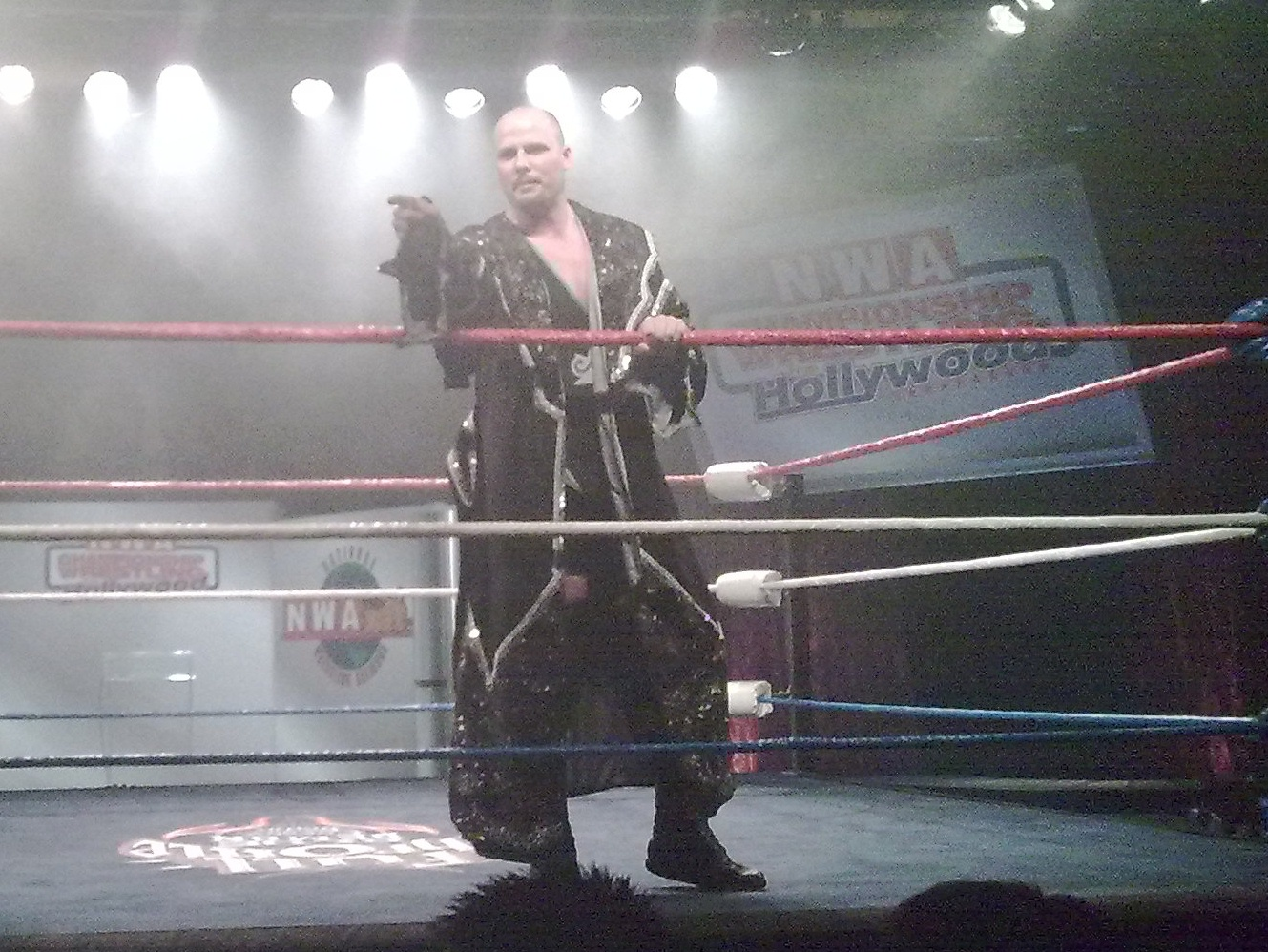
Pearce en una grabación de NWA TV en 2008.

Fuera de Ring of Honor, Pearce también ha estado en una rivalidad con Sean Waltman en torno al Campeonato Mundial Peso Pesado de la NWA, enfrentándose en eventos de arena Wrestling Summit, especialmente en el Orleans Arena en Las Vegas. Pearce ganó el título por primera vez el 21 de octubre de 2006. Waltman tomó el título el 21 de abril de 2007, aunque Pearce lo recuperaría ocho días después.
Pearce se enfrentó a Brent Albright en la final del torneo Reclaiming the Glory para coronar a un nuevo campeón mundial de la NWA. Había perdido en las semifinales ante Bryan Danielson, pero Danielson se retiró debido a una lesión y Pearce lo reemplazó. Más adelante, derrotó a Albright en Puerto Rico en un evento de International Wrestling Association convirtiéndose en el nuevo Campeón Mundial de Peso Pesado de la NWA, el primer campeón desde que TNA le quitó el cinturón. El 13 de octubre de 2007, defendió el título en Irving, Texas contra Sicodélico Jr.. El combate terminó en un empate de 30 minutos con Pearce reteniendo el cinturón. Semanas después, fue uno de los seis participantes en un combate en jaula de WarGames match, aliándose con Karl Anderson y C. Edward Vander Pyle contra Los Luchas y Sicodelico Jr. Pearce y su equipo perdieron el combate.
El 10 de mayo de 2008, defendió el Campeonato Mundial Peso Pesado de la NWA en King and Queen County contra Damien Wayne, combate que pasó el límite de tiempo de 60 minutos con Pearce reteniendo el título. No obstante en agosto, perdió el título a manos de Brent Albright mediante un armbar. El 30 de agosto de 2008, Pearce desafió a Albright a una revancha titular en México, que Albright aceptó y logró retener su título. Pearce usó nudilleras para presumiblemente atacar a Albright, pero este los soltó y contraatacó. En dicho evento, fue confrontado por Blue Demon Jr.. El 25 de octubre, Blue Demon Jr. derrotó a Pearce en un evento de la Ciudad de México y así ser nuevo campeón mundial de la NWA.
El 14 de marzo de 2010 en NWA New Beginnings, Pearce derrotó al campeón Blue Demon Jr. y a Phil Shatteren un Triple Threat match, siendo campeón mundial de NWA por tercera vez. Luego, en NWA Legends Fanfest el 7 de agosto, Pearce defendió con éxito el título contra Bryan Danielson. El tercer reinado de Pearce terminó el 6 de marzo de 2011, cuando perdió el título a manos de Colt Cabana en las grabaciones de televisión de la NWA Championship Wrestling de Hollywood.
Tras dejar ROH, Pearce comenzó a trabajar como jefe de reservas para NWA Championship Wrestling hasta que renunció debido a, según él, "obligaciones familiares". Su renuncia permitió a Joey Ryan hacerse cargo del puesto.  Pearce continuaría en el programa de televisión ejerciendo como productor (acreditado como AJ Pearce).
El 31 de julio de 2011, Pearce ganó el Campeonato Mundial Peso Pesado de la NWA por cuarta vez al derrotar a Chance Prophet, Jimmy Rave y Shaun Tempers en un Fatal 4-Way match. Mantuvo el título en su cintura por 252 días hasta perderlo ante Colt Cabana el 8 de abril de 2012. El 21 de julio, Pearce se enfrentó a Cabana por el título, derrotándolo en un 2-out-of 3 Falls match, siendo este el inicio de su quinto reinado. Sin embargo a finales de octubre, Pearce dejó vacante el título luego de que la NWA se negara a permitirle defenderlo contra Cabana en la lucha final de un Best of Seven Series que tuvieron. Después de caer derrotado ante Cabana, anunció que dejaba la NWA.
El 21 de diciembre de 2014, Pearce anunció su retiro de la lucha libre profesional, culminando así con una trayectoria de 18 años en competición. En febrero de 2015, fue consagrado en el Salón de la Fama de la NWA como el primer miembro de la clase de 2015.

### Regreso a WWE

#### Entrenador y productor (2013-2020)
En diciembre de 2013, Pearce regresó a la WWE cuando trabajó por primera vez como entrenador y entrenador invitado. Seguiría apareciendo bajo ese mismo rol varias veces durante 2014. El 11 de diciembre de 2014, Pearce trabajó como productor del evento NXT TakeOver: R Evolution de la marca NXT, lo que lo convirtió en el primer contratista independiente sin firmar en producir un evento de WWE. En mayo de 2015, Pearce firmó para unirse a la empresa con un contrato a tiempo completo, ejerciendo  como entrenador en el WWE Performance Center y productor de NXT. Desde entonces, ha sido ascendido al papel de productor en el roster principal de Raw y SmackDown.
En el episodio del 5 de junio de 2018 de SmackDown Live, apareció junto a Dean Malenko durante la firma del contrato entre el Campeón de la WWE AJ Styles y Shinsuke Nakamura camino a su combate titular en Royal Rumble.
Más recientemente, Pearce ha sido uno de los principales entrenadores encargados de entrenar a distintas celebridades y otros deportistas para sus apariciones en WWE.

#### Figura de autoridad (2020-presente)
En 2020, Pearce apareció como una figura autoritaria junto a Vince McMahon convirtiéndose en el encargado oficial de las marcas Raw y SmackDown. El 28 de agosto en SmackDown, Vince McMahon le ordenó a Pearce encargarse de que Braun Strowman, Roman Reigns y "The Fiend" Bray Wyatt firmaran el contrato para su lucha en Payback. Pearce obtuvo la firma de Strowman y Wyatt, pero Reigns se negó a firmar y apareció con su nuevo mánager Paul Heyman. El 23 de noviembre se encontraba con los ganadores del Team Raw en Survivor Series, AJ Styles, Keith Lee, Sheamus, Braun Strowman, y Riddle exigiéndole una oportunidad titular a Pearce sin embargo fue atacado por Strowman con un cabezazo siendo Strowman suspendido por tiempo indefinido.
El 8 de enero de 2021 en SmackDown, tuvo una discusión con el Campeón Universal de WWE Roman Reigns, su mánager Paul Heyman y Jey Uso, más tarde Pearce fue agregado a un Gaulent Match para ser el retador contra Reigns para Royal Rumble saliendo victorioso después de un ataque de Reigns y Jey atacando a Shinsuke Nakamura, incluso siendo atacado Pearce por Jey y haber sido obligado a cubrir a Nakamura. En el episodio del 15 de enero, Pearce se reemplazó a sí mismo con Kevin Owens, afirmando que no estaba "autorizado médicamente" para competir. La semana posterior, Heyman desafió a Pearce a un combate, pero en el último minuto se reemplazó con Reigns, quien atacó a Pearce antes de que Owens interviniera a su favor. Posteriormente, anunció que Sonya Deville sería su asistente como funcionario de la compañía. En el episodio del 1 de marzo de Raw, Pearce y Braun Strowman desafiaron a The Hurt Business (Cedric Alexander & Shelton Benjamin) por el Campeonato en Parejas de Raw. En dicho combate, Pearce quedó inmovilizado cuando Strowman etiquetó a regañadientes a Pearce bajo la dirección de Shane McMahon. Días después en NXT, apareció durante la lucha por el Campeonato de Parejas Femenil de WWE, cuando el árbitro estaba inconsciente, Shayna Baszler aplicó su kirifuda a Dakota Kai, donde Pearce pidió que un árbitro bajara al ring cuando Baszler desmayó a su rival, a pesar de que ella no era la competidora legal, otorgando la victoria a las campeonas. En el episodio del 22 de octubre de SmackDown, Pearce fue atacado por Brock Lesnar después de que suspendió a Lesnar por sus acciones ilícitas fuera del ring. El 29 de octubre, Pearce sancionó a Lesnar a pagar una multa de un millón de dólares con la suspensión.
En el episodio del 18 de abril de 2022 en Raw, Pearce multó a Bianca Belair con un millón de dólares después de que ella agrediese a Sonya Deville tras bastidores. Aunque también le informó a Deville que había una investigación en curso sobre su conducta. En el episodio del 9 de mayo, Pearce le comunicó a Deville que ya no era oficial de la WWE, poniéndola a competir contra Alexa Bliss, quien hacía su regreso después de meses ausente. Semanas después de SummerSlam, Pearce suspendió indefinidamente a Ronda Rousey luego de que esta atacara al árbitro y al personal de seguridad tras un final polémico por el Campeonato Femenino de SmackDown en el que hizo rendir a Liv Morgan mientras era cubierta por tener los hombros planos en la lona, reteniendo Morgan el título. En el episodio del 2 de septiembre, Rousey se presentó con una carta escrita por la Sede mundial de WWE con respecto a su suspensión, pidiéndole a Pearce que la leyera. Esta decía que su suspensión había terminado y podía volver a competir como luchadora, sin embargo, Pearce la insultó llamándola «la perra más grande que ha conocido», por lo que recibió un Armbar de Rousey.
En el episodio del 13 de octubre de 2023 de SmackDown, Triple H nombró a Pearce como Gerente General de Raw, concluyendo así con tres años y medio como oficial de WWE para ambos programas. En ese mismo episodio, Triple H presentó a Nick Aldis como Gerente General de SmackDown.

## Campeonatos y logros
- All-Star Championship Wrestling

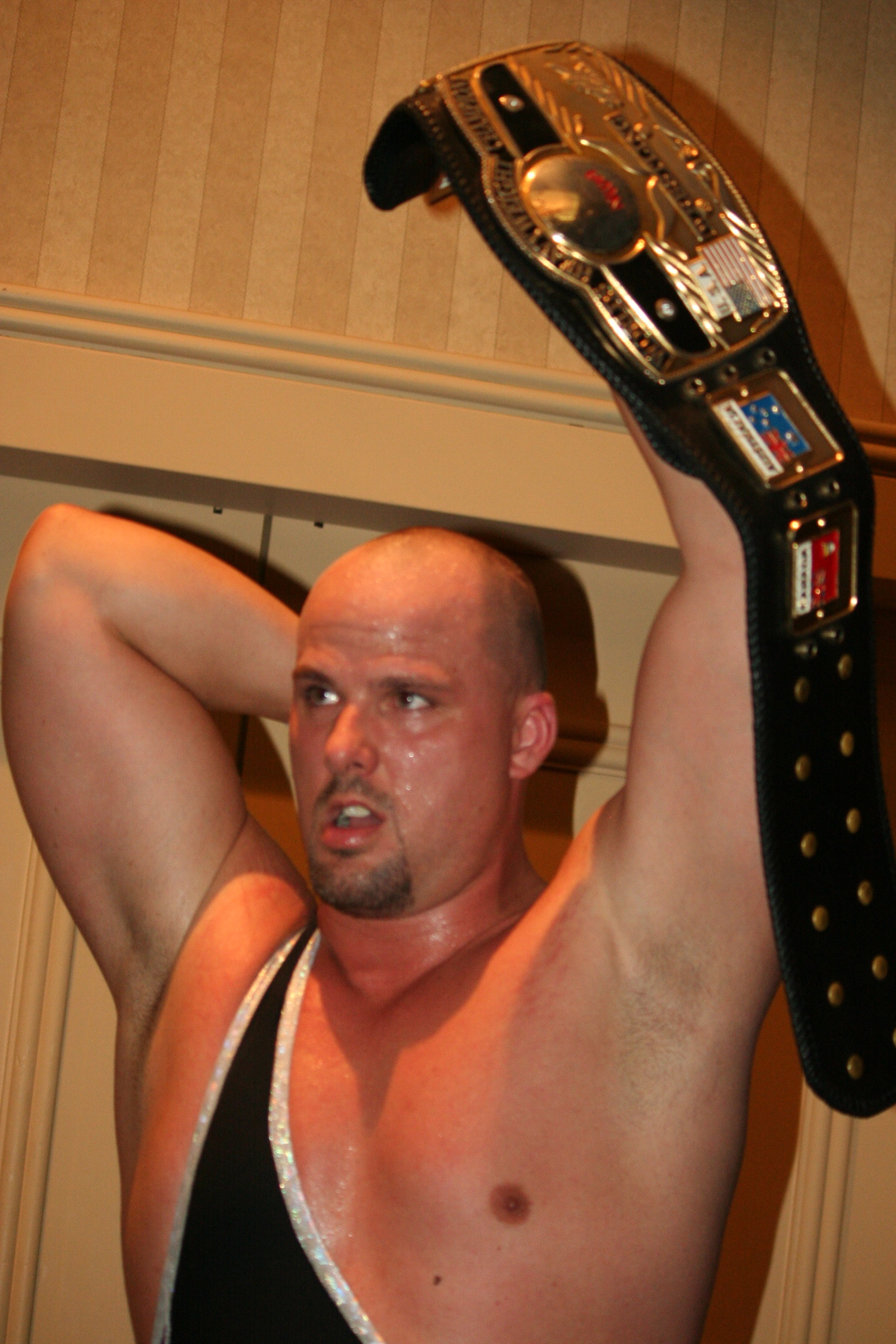
Pearce es cinco veces Campeón Mundial Peso Pesado de la NWA.

  - ACW Heavyweight Championship (1 vez)
  - ACW Television Championship (1 vez)

- Alternative Wrestling Show
  - AWS Heavyweight Championship (1 vez)

- Cauliflower Alley Club
  - Men's Wrestling Award (2014)

- NWA Pro Wrestling
  - NWA Heritage Championship (2 veces)

- Great Lakes Wrestling
  - GLW Heavyweight Championship (1 vez)

- Independent Wrestling Association Mid-South
  - IWA Mid-South Light Heavyweight Championship (1 vez)

- National Wrestling Alliance
  - NWA World Heavyweight Championship (5 veces)
  - NWA British Commonwealth Heavyweight Championship (1 vez)
  - Reclaiming the Glory Tournament (2007)
  - NWA Hall of Fame (Clase 2015)

- Metro Pro Wrestling
  - Metro Pro Heavyweight Championship (1 vez)

- Mid-American Wrestling
  - MAW Heavyweight Championship (1 vez)

- Professional Championship Wrestling
  - PCW Australian National Championship (1 vez)

- Pro Wrestling Guerrilla
  - PWG World Championship (1 vez)

- Steel Domain Wrestling
  - SDW Northern States Television Championship (1 vez)

- Ultimate Pro Wrestling
  - UPW Heavyweight Championship (1 vez)

- Pro Wrestling Illustrated
  - Situado en el N°382 en los PWI 500 en 1998[39]
  - Situado en el N°247 en los PWI 500 en 1999[40]
  - Situado en el N°204 en los PWI 500 en 2000[41]
  - Situado en el N°200 en los PWI 500 en 2001[42]
  - Situado en el N°147 en los PWI 500 en 2005[43]
  - Situado en el N°99 en los PWI 500 en 2006[44]
  - Situado en el N°167 en los PWI 500 en 2007[45]
  - Situado en el N°44 en los PWI 500 en 2008[46]
  - Situado en el N°51 en los PWI 500 en 2009[47]
  - Situado en el N°61 en los PWI 500 en 2010[48]
  - Situado en el N°49 en los PWI 500 en 2011[49]
  - Situado en el N°62 en los PWI 500 en 2012[50]
  - Situado en el N°91 en los PWI 500 en 2013[51]
  - Situado en el N°120 en los PWI 500 en 2014[52]